# Encurtido

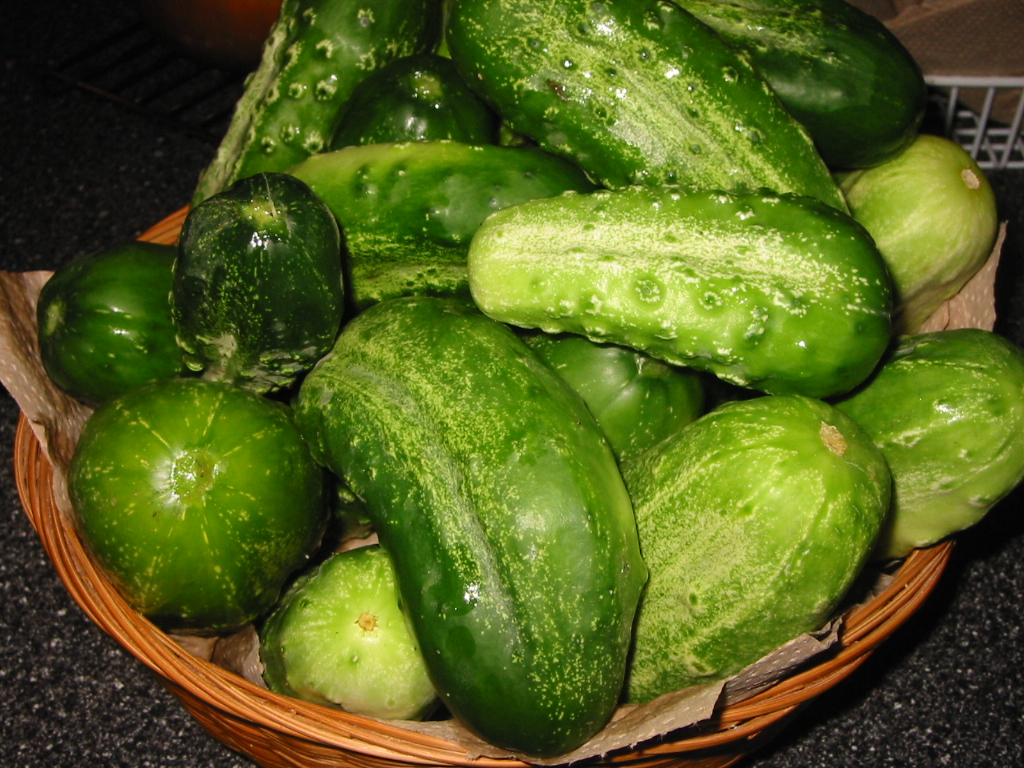
Pepinillos recogidos para hacer encurtidos.

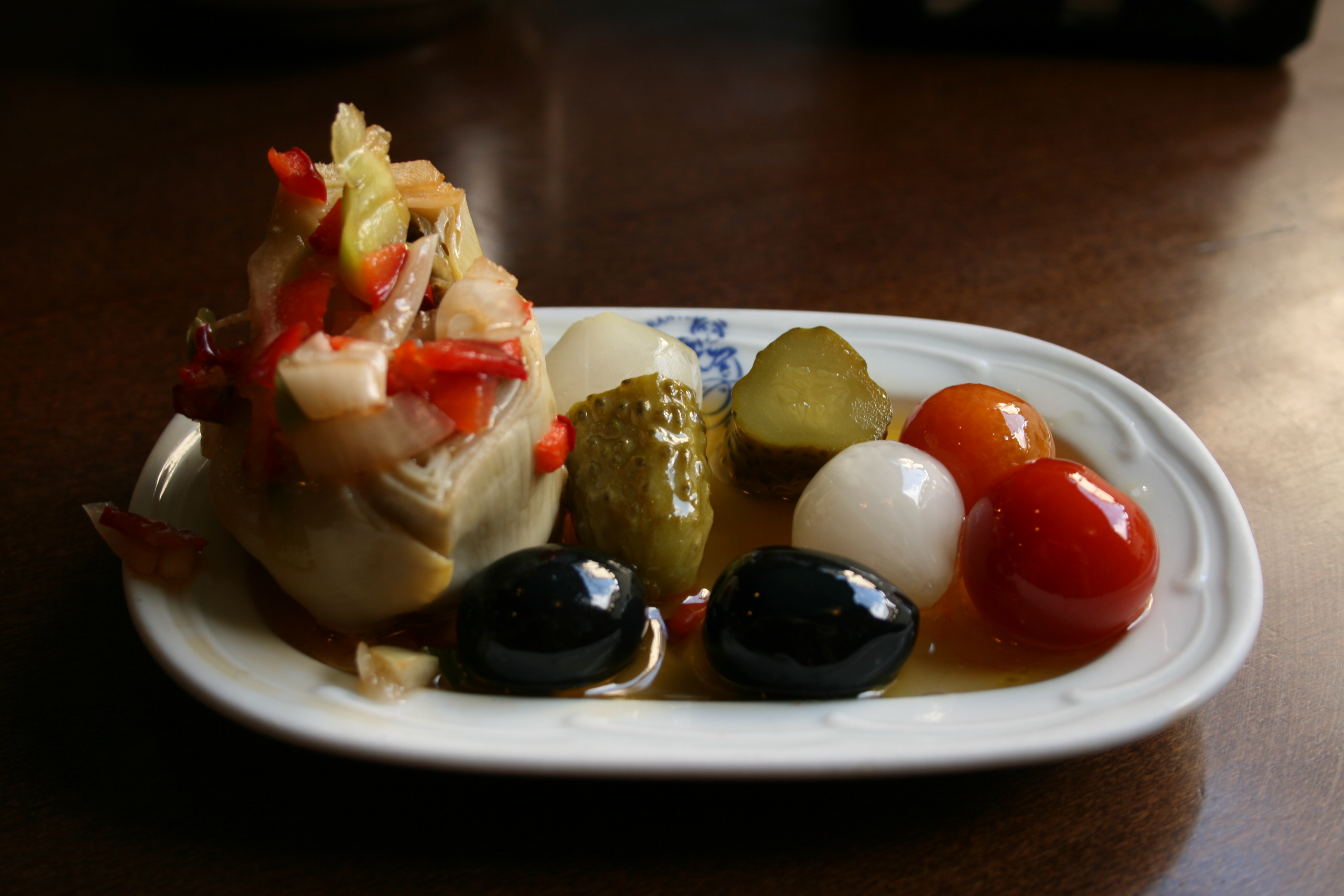
Tapa con encurtidos diversos.

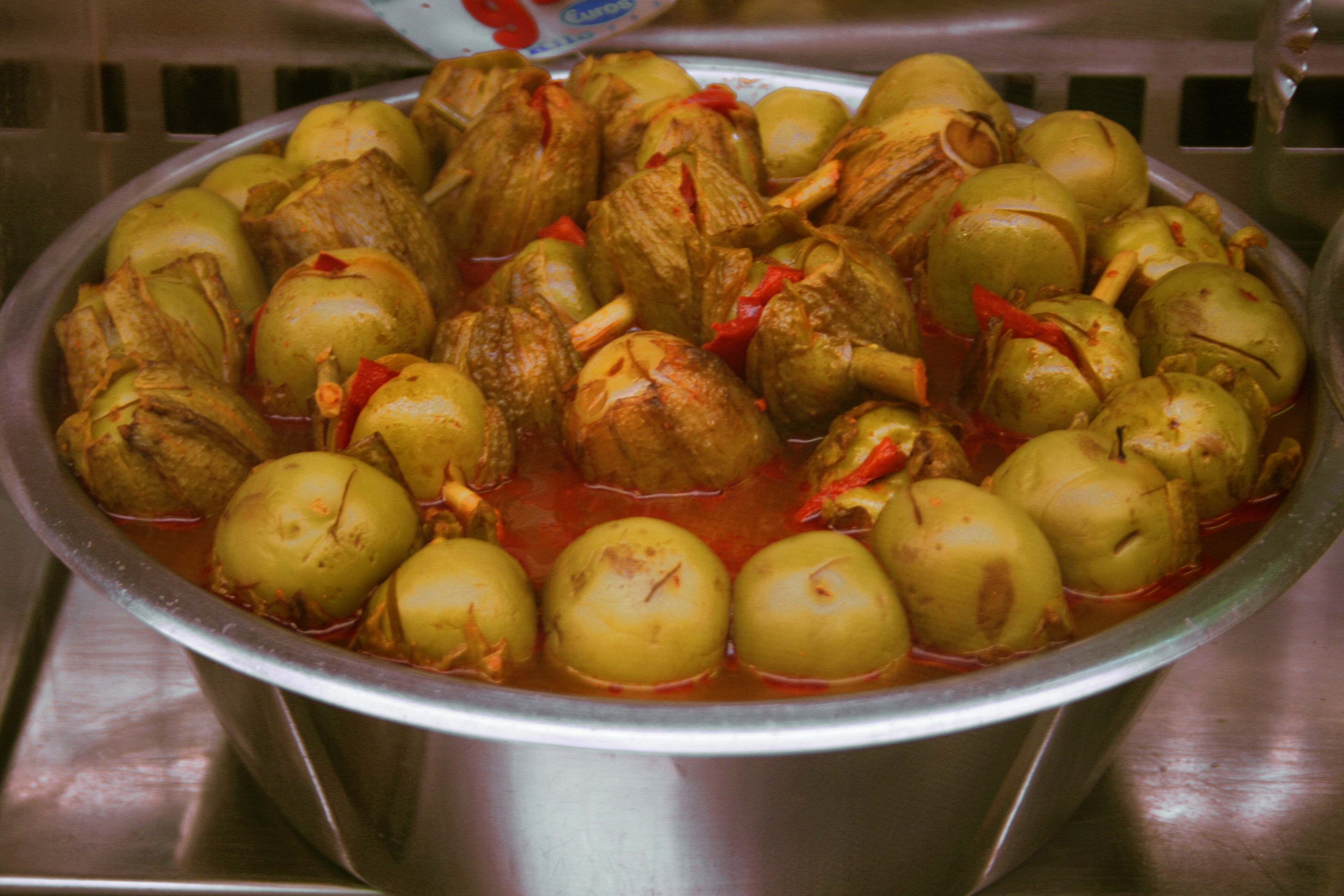
Berenjena de Almagro.

Encurtido  son un tipo de alimentos que han sido sumergidos (marinados)  en una solución de sal, y que fermentan por sí solos o con la ayuda de un 
microorganismo inocuo (como Lactiplantibacillus plantarum o Leuconostoc mesenteroides), en el cual baja el pH y aumenta la acidez del mismo con  el objetivo de poder extender su conservación. Otro tipo de encurtidos se producen directamente por inmersión en vinagre que posee un pH menor de 4,6 y es suficiente para matar la mayor parte de los microorganismos. El encurtido permite conservar los alimentos durante meses. Se suele añadir a la marinada hierbas y sustancias antimicrobianas, tales como la mostaza, el ajo, la canela o los clavos. Se denomina también 'encurtido' así al proceso que consiste en someter a la acción de vinagre, de origen vínico, alimentos vegetales.

## Proceso
Si tiene suficiente humedad, la materia prima vegetal se puede sumergir en una salmuera, que se obtiene añadiendo sal al medio líquido (20–40 gramos/litro). Por ejemplo, el sauerkraut y el kimchi coreano, ambos se producen por salazón de vegetales. La introducción de la materia vegetal en la salmuera causa su deshidratación, debido a la extracción osmótica de agua procedente del interior de las células del vegetal. El proceso de fermentación natural, a temperatura ambiente, por acción de la bacteria del ácido láctico produce ácido láctico, lo que causa la acidificación del medio. Otros encurtidos se elaboran mediante la inmersión de los vegetales directamente en vinagre. En el proceso de envasado del encurtido, no se requiere que el alimento esté estéril, pues las condiciones de acidez, alta concentración de sal y deshidratación del vegetal inhibirán el crecimiento de cualquier patógeno microbiano. Por otra parte, la acidez o salinidad de la solución, la temperatura de fermentación, la exclusión de oxígeno durante el proceso darán el resultado final de sabor del producto, debido en parte a la dominancia de unos microorganismos frente a otros.
La técnica de encurtido se utiliza habitualmente para preparar verduras, cocidas o crudas, como pepinillos, cebollas, zanahorias, nabos, jengibre, repollo y ajíes. Este proceso permite preservar por más tiempo los alimentos.También en algunos lugares de México se usan los chiles serrano y jalapeño. Además de agregar condimentos fragantes para neutralizar un poco la fragancia picosa del vinagre. Existen algunas variaciones de la preparación en la cual se agrega azúcar o algún otro ingrediente para condimentar. También hay encurtidos de fruta que se sumergen en soluciones azucaradas con aromatizantes como la canela, la mostaza o el eneldo. Las especias permiten también a las verduras encurtidas conservar un olor agradable y más fuerte que el del vinagre que se usó para su conservación.

## Encurtidos en diferentes gastronomías

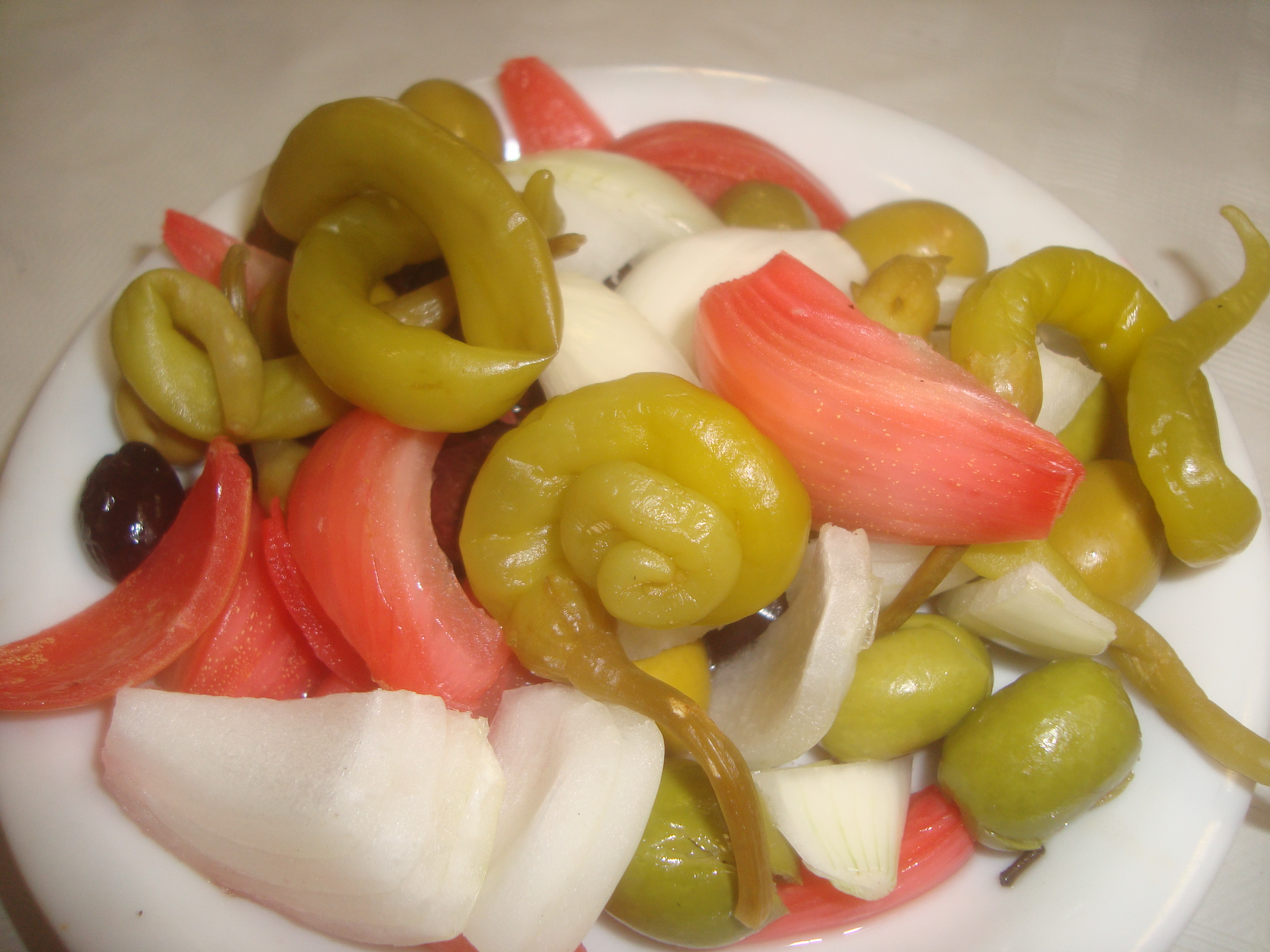
Plato de encurtidos (España).

Los encurtidos se sirven fríos, como aperitivo o acompañamiento. Varía dependiendo de los alimentos, en el caso del avinagrado. Consiste en colocar el alimento previamente durante un periodo relativamente corto de tiempo en una solución de agua con vinagre. Ejemplo de ello lo constituye el escabeche, los ceviches, los encurtidos de zanahoria, cebollas, etc.

### Centroamérica
En la región de Mesoamérica, en varios países de Centroamérica se prepara con repollo, cebolla, zanahorias, limón, vinagre, orégano, y sal. En México, el curtido consiste en nopales, papas, zanahoria, brócoli y/o coliflor, cebolla, ajo y chiles jalapeños y se usa para acompañar comidas a modo de entrada o botana siendo común en taquerías y restaurantes.
Para poder preparar un curtido de zanahoria solo basta con la preparación de zanahoria vinagre y otros componentes que son de origen natural como el chile y el jitomate con cebolla.
En Panamá es muy común comer mango verde con sal y vinagre.

### Venezuela
En este país se conoce como encurtidos una mezcla de diversas verduras (cebollas, zanahorias, coliflor y pepino) maceradas en una solución concentrada de salmuera con vinagre. Suelen emplearse principalmente en la elaboración de guisos y en las tradicionales hallacas (plato navideño venezolano). También se expenden mezclados con mostaza preparada y se hace llamar encurtidos en mostaza.

### Chile
En Chile existe el pickle corriente una mezcla de pepinillo en rodajas, zanahoria, coliflor y cebolla, conservado en vinagre. Ideal para preparar la famosa salsa tártara. Al combinar con queso y jamón en trozos más aceitunas con o sin amargo se produce la variante pichanga fría que puede llevar salsa picante condimentada con ají de color. De venta libre en almacenes de barrio para el clásico picoteo de entremés. 
Con el pickle corriente picado muy finamente se obtiene la llamada salsa americana que suele acompañar los sándwiches y los completos.

### Asia
En la cocina china existe una gran variedad de vegetales encurtidos entre ellos los más frecuentes son el rábano, baicai 白菜 (algunos plato tradicionales de la cocina china que lo incluye son el Suan cai - 酸菜 - el la bai cai y el pao cai, 泡菜) el Zha cai, el chile y el pepinillo entre otros. En la cocina japonesa los encurtidos se conocen como tsukemono(漬物), de los que hay una gran variedad dependiendo del método de encurtido y de los ingredientes usados. Algunos ejemplos son el daicon, ume, nabos, el gari o el hakusai (col china). En la cocina coreana el más conocido es el kimchi que es un encurtido de col china u otras verduras. El kimchi es una parte indispensable de la gastronomía coreana.

### India
Tanto en la cocina de la India como en la cocina pakistaní los encurtidos más frecuentes suelen ser de mango, chili verde, limones y un número de otros alimentos que incluyen la raíz de loto. Es relativamente fácil de encontrar en los supermercados y grandes superficies de estos países, y fuera de ellos en tiendas especializadas el nombre más común para denominarlos es achar (del idioma Urdu/Hindi) o encurtido mezclado, o simplemente "encurtido" cuando el contexto es conocido. Los encurtidos pakistaníes e indios consisten de diversas mezclas de frutas y vegetales así como especias (todas ellas incluyen de forma invariable chiles) que se suspenden en aceite vegetal u otro líquido tal como zumo de limón o vinagre.

### Extremo Oriente
En Indonesia el Acar se elabora generalmente procedente de pimientos picados o en rodajas, zanahorias, chalotas y todo ello marinado en vinagre, azúcar y sal. A veces los indonesios añaden otros tipos de frutas picadas tales como rodajas de papaya y/o piña.
En Filipinas existe un encurtido denominado atsara o atchara, de rodajas de papaya y poquito de zanahorias que están entre los ingredientes principales, con pimientas diversas, cebolla, ajo, pasas, azúcar y vinagre.

### Europa
- En España se encuentran las aceitunas, los pepinillos, la berenjena de almagro, zanahorias, cebollas, siendo muy tradicional los alcaparrones, ajos o incluso mezcla de ellos. Se sirven frecuentemente como tapas para acompañar cerveza (no el vino debido a su contenido de vinagre).
- En Turquía, los encurtidos se denominan "turşu." Los turcos elaboran el "turşu" con diversos vegetales, raíces y frutas tales como los pimientos, pepino, pepino armenio "acur", col, tomate, berenjena, zanahoria, nabo, remolacha, almendras verdes, etc. Añadiendo además diversas especias con la intención de aromatizar y dar sabor a los diversos encurtidos.
- En Bulgaria existe una mezcla de encurtidos denominada turshiya. Son un muy popular y tradicional aperitivo para la rakia. Es muy popular igualmente el encurtido de tomates, pepino, pimiento, berenjenas y sauerkraut.
- En Rumania es muy común los encurtidos de pepinos, tomates verdes (gogonele), zanahorias, col, pimiento, melones, setas y coliflor.
- En Rusia los encurtidos más populares incluyen: setas, diversos tipos de tomate, col, pepino, ajo de osos, ajo, berenjena (generalmente cortada en juliana junto con zanahorias), junto con calabacines e incluso sandías.
- Arenque encurtido y los famosos rollmops son ambos muy populares en la forma de preparar pescados en Escandinavia. El salmón puede elaborarse igualmente encurtido-salazón.
- En Gran Bretaña, existen las pickled onions o cebollas en vinagre, y los huevos encurtidos que se suelen vender en los pubs así como en los fish and chip shops. Se toma como acompañamiento los encurtidos de remolacha, los pickles de nueces, y los gherkins (pepinillos en vinagre), así como algunos condimentos como el Branston Pickle y el piccalilli, todos ellos muy conocidos como acompañamiento del pork pie (empanadilla de cerdo) o con el ploughman's lunch, un plato combinado frío que se compone de pan, queso y encurtidos, tal vez con otros elementos o con sustitución del queso por fiambres.
- En Ucrania todos los productos producidos en un jardín se suelen preparar como encurtidos y posteriormente consumidos en invierno. La sal, el eneldo, tomates cherri y ajo se suelen emplear como condimentos de los encurtidos, tras un almacenamiento en un sitio frío, oscuro, los tomates y los pepinos tienen un sabor distintivo.
- En Italia, se tiene la giardiniera que es un plato muy popular de vegetales encurtidos que incluye cebollas, zanahoria, apio y coliflor. La giardiniera italiana es muy diferente de la variante americana denominada giardiniera.

### Oriente Medio
En Irán así como en algunos países árabes como Líbano y Egipto, los encurtidos de verduras (denominados mekhallel o torshy en árabe) se sirven con casi cualquier comida. Pueden sufrir algunas variaciones, pero en la mayoría de los casos están elaborados principalmente de nabos, pimiento, olivas verdes, pepino, remolacha, col y coliflor, etc.

## Alimentos encurtidos

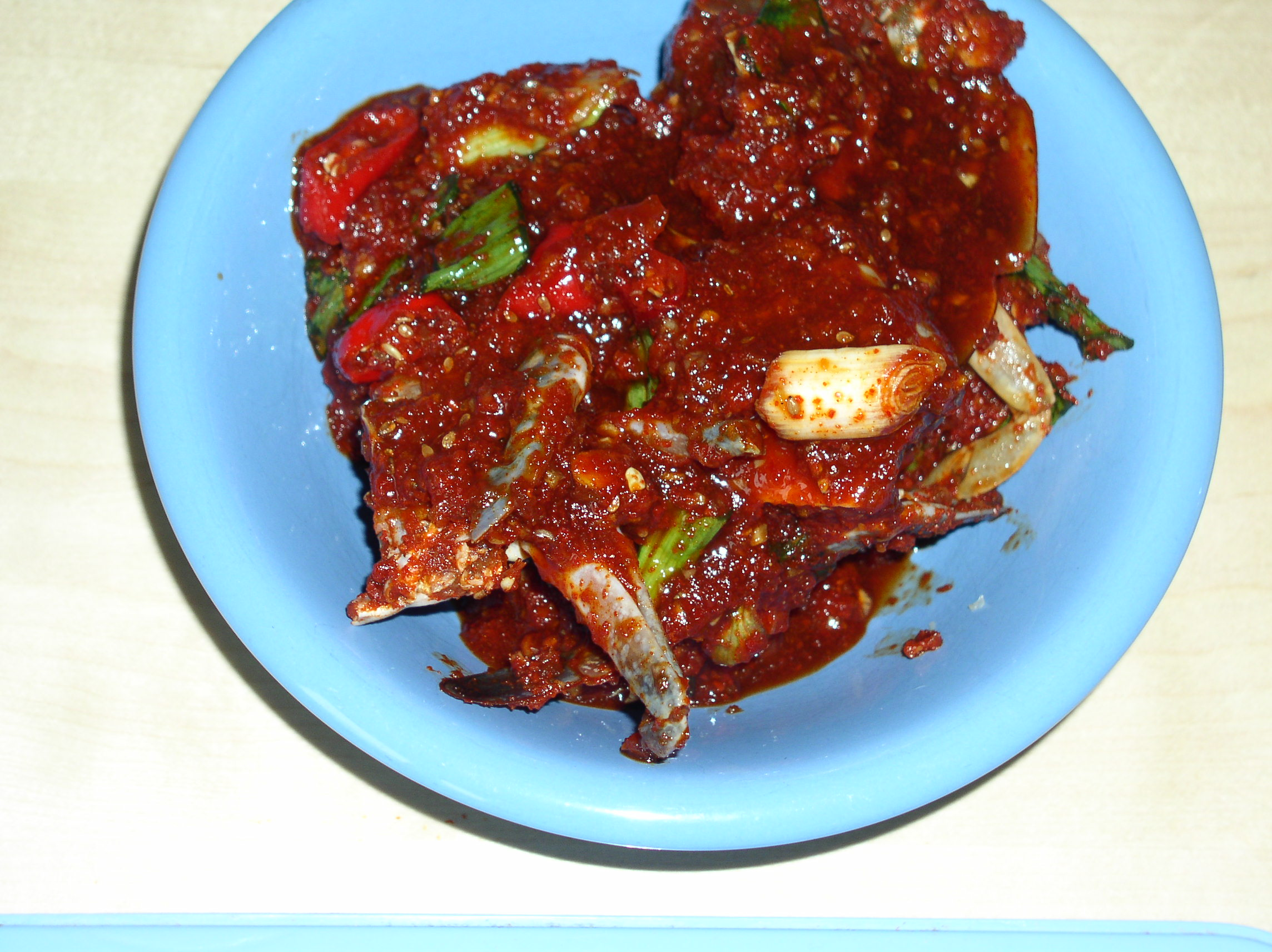
Gejang coreano; se trata de un encurtido fermentado similar al kimchi.

- Verduras: jengibre, raíz de loto, ajo, espárragos, cebollas, rábanos, pepinillos, papas (patatas).
- Alcaparras por regla general, y las olivas de forma invariable, se sirven encurtidas en vez de frescas.
- Frutas: mango, kumquat, limón, sandía.
- Pimientos: Pepperoncinis, jalapeños, etc.
- Carne: vaca (para hacer por ejemplo el corned beef y el pastrami), cerdo, jamón cocido.
- Pescado
- Huevo
- Okras